# Schoonspringen op de Olympische Zomerspelen 2024 – driemeterplank vrouwen
Het schoonspringen voor vrouwen vanaf de driemeterplank op de Olympische Zomerspelen 2024 vond plaats op 7 tot en met 9 augustus. 28 schoonspringsters gingen van start in de voorronde. 18 schoonspringsters kwamen in actie in de halve finale, 12 van hen drongen door tot de finale. Regerend olympisch kampioene was de Chinese Shi Tingmao, ze werd in 2024 opgevolgd door haar landgenote Chen Yiwen.

## Uitslag
| Rang   | Naam                 | Land | Voorronde | Voorronde | Halve finale  | Halve finale  | Finale        | Finale        | Finale        | Finale        | Finale        | Finale        |
| Rang   | Naam                 | Land | Punten    | Rang      | Punten        | Rang          | 1             | 2             | 3             | 4             | 5             | Punten        |
| ------ | -------------------- | ---- | --------- | --------- | ------------- | ------------- | ------------- | ------------- | ------------- | ------------- | ------------- | ------------- |
| Goud   | Chen Yiwen           | CHN  | 356.40    | 1         | 360.85        | 1             | 70.50         | 76.50         | 75.00         | 77.50         | 76.50         | 376.00        |
| Zilver | Maddison Keeney      | AUS  | 337.35    | 2         | 334.70        | 2             | 67.50         | 67.50         | 55.50         | 74.40         | 78.20         | 343.10        |
| Brons  | Chang Yani           | CHN  | 308.75    | 4         | 320.15        | 4             | 42.00         | 69.7          | 67.50         | 75.00         | 64.50         | 318.75        |
| 4      | Chiara Pellacani     | ITA  | 297.70    | 7         | 324.75        | 3             | 52.50         | 63.00         | 65.10         | 66.00         | 63.00         | 309.60        |
| 5      | Yasmin Harper        | GBR  | 295.75    | 9         | 278.90        | 12            | 63.00         | 58.50         | 63.00         | 55.50         | 65.10         | 305.10        |
| 6      | Alejandra Estudillo  | MEX  | 276.45    | 17        | 317.05        | 5             | 58.50         | 60.45         | 57.00         | 66.00         | 60.00         | 301.95        |
| 7      | Valeria Antolino     | ESP  | 297.70    | 7         | 284.25        | 10            | 60.00         | 60.45         | 63.00         | 51.00         | 58.50         | 292.95        |
| 8      | Saskia Oettinghaus   | GER  | 279.35    | 15        | 286.75        | 9             | 60.00         | 58.50         | 57.35         | 63.00         | 58.50         | 297.35        |
| 9      | Emilia Nilsson Garip | SWE  | 295.20    | 10        | 279.60        | 11            | 60.00         | 54.25         | 54.00         | 52.65         | 58.50         | 279.40        |
| 10     | Grace Reid           | GBR  | 303.25    | 5         | 290.05        | 7             | 58.50         | 41.85         | 54.00         | 55.50         | 66.00         | 275.85        |
| 11     | Julia Vincent        | RSA  | 283.50    | 13        | 297.30        | 6             | 54.00         | 67.50         | 66.00         | 38.75         | 45.00         | 271.25        |
| 12     | Nur Dhabitah Sabri   | MAS  | 283.65    | 12        | 286.95        | 8             | 63.00         | 60.00         | 37.50         | 28.50         | 55.80         | 244.80        |
| 13     | Kim Su-ji            | KOR  | 285.50    | 11        | 272.75        | 13            | Uitgeschakeld | Uitgeschakeld | Uitgeschakeld | Uitgeschakeld | Uitgeschakeld | Uitgeschakeld |
| 14     | Alysha Koloi         | AUS  | 276.60    | 16        | 270.60        | 14            | Uitgeschakeld | Uitgeschakeld | Uitgeschakeld | Uitgeschakeld | Uitgeschakeld | Uitgeschakeld |
| 15     | Anisley García       | CUB  | 272.40    | 18        | 264.90        | 15            | Uitgeschakeld | Uitgeschakeld | Uitgeschakeld | Uitgeschakeld | Uitgeschakeld | Uitgeschakeld |
| 16     | Aranza Vázquez       | MEX  | 321.75    | 3         | 248.20        | 16            | Uitgeschakeld | Uitgeschakeld | Uitgeschakeld | Uitgeschakeld | Uitgeschakeld | Uitgeschakeld |
| 17     | Elena Bertocchi      | ITA  | 282.30    | 14        | 245.10        | 17            | Uitgeschakeld | Uitgeschakeld | Uitgeschakeld | Uitgeschakeld | Uitgeschakeld | Uitgeschakeld |
| 18     | Haruka Enomoto       | JPN  | 299.10    | 6         | 244.20        | 18            | Uitgeschakeld | Uitgeschakeld | Uitgeschakeld | Uitgeschakeld | Uitgeschakeld | Uitgeschakeld |
| 19     | Sarah Bacon          | USA  | 264.40    | 19        | Uitgeschakeld | Uitgeschakeld | Uitgeschakeld | Uitgeschakeld | Uitgeschakeld | Uitgeschakeld | Uitgeschakeld | Uitgeschakeld |
| 20     | Jette Müller         | GER  | 262.85    | 20        | Uitgeschakeld | Uitgeschakeld | Uitgeschakeld | Uitgeschakeld | Uitgeschakeld | Uitgeschakeld | Uitgeschakeld | Uitgeschakeld |
| 21     | Sayaka Mikami        | JPN  | 258.35    | 21        | Uitgeschakeld | Uitgeschakeld | Uitgeschakeld | Uitgeschakeld | Uitgeschakeld | Uitgeschakeld | Uitgeschakeld | Uitgeschakeld |
| 22     | Margo Erlam          | CAN  | 258.30    | 22        | Uitgeschakeld | Uitgeschakeld | Uitgeschakeld | Uitgeschakeld | Uitgeschakeld | Uitgeschakeld | Uitgeschakeld | Uitgeschakeld |
| 23     | Helle Tuxen          | NOR  | 257.10    | 23        | Uitgeschakeld | Uitgeschakeld | Uitgeschakeld | Uitgeschakeld | Uitgeschakeld | Uitgeschakeld | Uitgeschakeld | Uitgeschakeld |
| 24     | Maha Amer            | EGY  | 250.20    | 24        | Uitgeschakeld | Uitgeschakeld | Uitgeschakeld | Uitgeschakeld | Uitgeschakeld | Uitgeschakeld | Uitgeschakeld | Uitgeschakeld |
| 25     | Prisis Ruiz          | CUB  | 239.85    | 25        | Uitgeschakeld | Uitgeschakeld | Uitgeschakeld | Uitgeschakeld | Uitgeschakeld | Uitgeschakeld | Uitgeschakeld | Uitgeschakeld |
| 26     | Elizabeth Roussel    | NZL  | 233.70    | 26        | Uitgeschakeld | Uitgeschakeld | Uitgeschakeld | Uitgeschakeld | Uitgeschakeld | Uitgeschakeld | Uitgeschakeld | Uitgeschakeld |
| 27     | Viktoriya Kesar      | UKR  | 217.75    | 27        | Uitgeschakeld | Uitgeschakeld | Uitgeschakeld | Uitgeschakeld | Uitgeschakeld | Uitgeschakeld | Uitgeschakeld | Uitgeschakeld |
| 28     | Alison Gibson        | USA  | 198.30    | 28        | Uitgeschakeld | Uitgeschakeld | Uitgeschakeld | Uitgeschakeld | Uitgeschakeld | Uitgeschakeld | Uitgeschakeld | Uitgeschakeld |